# Чавдар (община)
Вижте пояснителната страница за други значения на Чавдар.
Община Чавдар се намира в Западна България и е една от съставните общини на Софийска област.

## География

### Географско положение, граници, големина
Общината се намира в източната част на Софийска област. С площта си от 70,797 km2 е 20-а по големина сред 22-те общини на областта, което съставлява 1,00% от територията на областта. За община Чавдар са характерни две особености: тя е 8-ата най-малка община в България и е една от 9-те български общини, състоящи се от само едно населено място. Границите ѝ са следните:
- на север и североизток – община Челопеч;
- на изток – община Златица;
- на юг – община Панагюрище, Област Пазарджик;
- на югозапад – община Златица (землището на с. Петрич);
- на запад и северозапад – община Мирково.

### Природни ресурси

#### Релеф
Релефът на общината е равнинен и средно планински, като територията ѝ попада в пределите на Златишко-Пирдопската котловина и Същинска Средна гора.
Северната част на общината (около 1/4 от територията ѝ), където е разположено село Чавдар, се заема от южната периферия на Златишко-Пирдопската котловина, а в останалите 3/4 части са разположени северните склонове на Същинска Средна гора. Тук, на границата с общините Златица и Панагюрище, се намира максималната ѝ височина – връх Малка Братия 1406 m.
В западната част на общината, на границата с община Златица (землището на с. Петрич), в коритото на река Тополница се намира най-ниската ѝ точка– 498 m н.в.

#### Води
Основна водна артерия на община Чавдар е река Тополница (ляв приток на Марица), която протича през нея в средната ѝ част, от изток на запад, на протежение от около 8 km, с част от горното си течение. Нейни основни притоци на територията на общината се реките: Кьойдере (ляв), Воздол (десен), Беререйска река (Чамдере, ляв) и Слоджадере (десен).

## Население

### Етнически състав (2011)
Численост и дял на етническите групи според преброяването на населението през 2011 г.:
|                     | Численост | Дял (в %) |
| Общо                | 1272      | 100,00    |
| Българи             | 1172      | 92,14     |
| Турци               | –         | -         |
| Цигани              | 43        | 3,38      |
| Други               | –         | -         |
| Не се самоопределят | –         | -         |
| Неотговорили        | 53        | 4,17      |

### Движение на населението (1934 – 2021)
| Община Чавдар                                 | Община Чавдар | Община Чавдар | Община Чавдар | Община Чавдар | Община Чавдар | Община Чавдар | Община Чавдар | Община Чавдар | Община Чавдар | Община Чавдар | Община Чавдар |
| --------------------------------------------- | ------------- | ------------- | ------------- | ------------- | ------------- | ------------- | ------------- | ------------- | ------------- | ------------- | ------------- |
| Година                                        | 1934          | 1946          | 1956          | 1965          | 1975          | 1985          | 1992          | 2001          | 2011          | 2021          |               |
| Население                                     | 2138          | 2132          | 1852          | 1888          | 1858          | 1654          | 1569          | 1422          | 1272          | 1180          |               |
| Източници: Национален Статистически Институт, |               |               |               |               |               |               |               |               |               |               |               |

### Населени места
Единственото населено място на нейната територия е село Чавдар. Населението на селото и общината според преброяване 2021 е 1180 жители.

## Административно-териториални промени
- Указ № 432/обн. 04.09.1899 г. – преименува с. Коланларе на с. Радославово;
- МЗ № 9159/обн. 5 януари 1946 г. – преименува с. Радославово на с. Чавдар;
- Указ 250/обн. 12.08.1991 г. – заличава община Средногорие и на нейната територия създава Община Антон, община Златица, община Мирково, община Пирдоп, Община Чавдар и община Челопеч;

## Политика

### Награди за Община Чавдар
- Победител в категория „Паркове и градска среда“, раздел „малки общини“, в онлайн конкурса „Кмет на година, 2017“. Приз за кмета Пенчо Геров за опазване и разширяване на зелените системи и превръщането им в любимо място за отдих.

## Транспорт
Община Чавдар е единствената община в България, през която не преминават пътища от Републиканската пътна мрежа на България. Има само два общински пътя с дължина 5 km, които свързват село Чавдар с Републикански път I-6 (3 km) при 195,2 km и 2 km за село Челопеч.

## Топографска карта
- Лист от карта K-35-37. Мащаб: 1 : 100 000.
- Лист от карта K-35-49. Мащаб: 1 : 100 000.